# Ла-Валле (Италия)
Ла-Ва́лле (итал. La Valle), также Ла-Валь (ладинск. La Val), или Ве́нген (нем. Wengen) — коммуна в Италии, располагается в регионе Трентино — Альто-Адидже, в провинции Больцано.
Население составляет 1251 человек (2008 г.), плотность населения составляет 32 чел./км². Занимает площадь 39 км². Почтовый индекс — 39030. Телефонный код — 0471.
Покровителем коммуны почитается святой Генезий Римский (San Genesio), празднование 25 августа.

## Демография
Динамика населения:

## Администрация коммуны
- Официальный сайт: http://www.laval.it/